# Сеоска кућа у Огару
Сеоска кућа у Огару, месту у општини Пећинци, за коју се сматра да је подигнута крајем 18. века, представља споменик културе од изузетног значаја.

## Изглед
Кућа је грађена на зиданом соклу и храстовим темељачама у бондручној конструкцији, са испуном од плетера облепљеног блатним малтером. Кров је двосливни, покривен бибер црепом. Кућа је троделна, са средишњом просторијом у улози кухиње и собама са њених бочних страна. Уобичајена правоугаона основа оријентисана ужом страном на уличну регулацију, разломљена је испуштањем кухиње из равни подужне фасаде при чему је на наспрамној – главној страни образован трем из којег је улаз у све три просторије.
Обрада столарије, врата и прозора као и дрвених забата, посебно онога на уличној страни (са резбареним гредама, косо слаганим дашчицама, шалукатрама за проветравање и зракасто распоређеним дашчицама у централном пољу са дрвеном плочом у средишту на којој је рељефна имитација грба), доприноси естетском доживљају ове куће. Као пример куће сажетог трема и испуштеног дела кухиње званог кућер, она представља варијанту троделне равничарске куће Срема.